# Callobius kamelus
Callobius kamelus là một loài nhện trong họ Amaurobiidae.
Loài này thuộc chi Callobius. Callobius kamelus được Ralph Vary Chamberlin & Wilton Ivie miêu tả năm 1947.